# Gagea
Gagea es un género de numerosas especies que florecen en la primavera y pertenecen a la familia Liliaceae,  encontrándose en Europa y Asia occidental. Su nombre rinde homenaje al naturalista inglés Sir Thomas Gage. Fueron descritas originalmente como especies de Ornithogalum

## Localización
Estas plantas crecen en la humedad entre las rocas o debajo del dosel forestal. 
Se encuentran por toda Europa.

## Descripción
Las especies de Gagea son pequeñas plantas monocotiledóneas con bulbo que pertenecen a la familia Liliaceae. 
A excepción de una o dos especies de flores blancas, presentan las flores amarillas con seis tépalos libres, formando generalmente una estrella, a veces una campana. 
Las distintas especies están muy cercanas una de las otras, diferenciándose por la ausencia o la presencia de pelos, y sobre todo por el número y la forma de hojas basales (muy grandes) y caulinares. 
La mayoría de las especies se desarrollan sobre caliza, a menudo en la región mediterránea, y son objeto de decretos de protección en Francia, España, e Italia.

## Algunas de las especies
- Gagea bohemica (Zauschn.) Schult. & Schult.f.
- Gagea foliosa (C.Presl) Schult. & Schult.f.
- Gagea fragifera (Vill.) E.Bayer & G.Lopez
- Gagea granatelli (Parl.) Parl.
- Gagea guadarramica A.Terracc. (v. Gagea soleirolii)
- Gagea lacaitae A.Terracc.
- Gagea lutea (L.) Ker Gawl.
- Gagea mauritanica
- Gagea minima (L.) Ker Gawl.
- Gagea nevadensis Boiss.
- Gagea pratensis (Pers.) Dumort.
- Gagea reverchonii Degen
- Gagea soleirolii F.W.Schultz ex Mutel
- Gagea spathacea (Hayne) Salisb.
- Gagea villosa (M.Bieb.) Sweet

## Sinonimia
- Upoxis Adans., Fam. Pl. 2: 20 (1763).
- Ornithoxanthum Link, Handbuch 1: 161 (1829).
- Hemierium Raf., Fl. Tellur. 2: 27 (1837).
- Hornungia Bernh., Flora 23: 392 (1840).
- Reggeria Raf., Autik. Bot.: 55 (1840).
- Bulbillaria Zucc., Abh. Königl. Bayer. Akad. Wiss., Math.-Phys. Kl. 3: 299 (1843).
- Plecostigma Turcz. in E.R.von Trautvetter, Pl. Imag. Descr. Fl. Russ.: 8 (1844).
- Boissiera Haens. ex Willk., Bot. Zeitung (Berlin) 4: 313 (1846).
- Solenarium Dulac, Fl. Hautes-Pyrénées: 112 (1867).
- Szechenyia Kanitz, Növényt. Gyujtesek Eredm. Grof Szechenyi Bela Keletazsiai Utjabol: 60 (1891).[1]